# Maria Jan Przyjemski
Kazimierz Maria Jan Przyjemski (ur. 12 grudnia 1868, zm. 28 czerwca 1920 w Raszewie Włościańskim) – kapłan mariawicki, absolwent Akademii Duchownej w Petersburgu, profesor w płockim Seminarium Duchownym, pierwszy przełożony Zgromadzenia Kapłanów Mariawitów w latach 1893-1903. Był w gronie księży mariawitów, którzy w 1906 wypowiedzieli posłuszeństwo biskupom. Proboszcz raszewski w latach 1906-1920. 
Ojciec Jan Przyjemski, nazywany w Dziele Wielkiego Miłosierdzia Drugim Mariawitą, pomagał św. Marii Franciszce organizować Zgromadzenie Kapłanów Mariawitów. Przyczyną jego śmierci była mylna wiadomość o śmierci Mateczki. Pochowany został w Raszewie przy kościele parafialnym.
W 2013 roku na podstawie życia kapłana Marii Jana powstała powieść biograficzna "On będzie Jan" autorstwa Władysława Stanisława Gintera.